# Ugovor iz Nice
Ugovor iz Nice je usuglašen na sastanku Europskog vijeća održanim u Nici početkom prosinca 2000., potpisan je 26. veljače 2001., a stupio na snagu 1. veljače 2003. Ugovor sadrži izmjene:
- Ugovora o Europskoj uniji, (Ugovora iz Maastrichta), kojim je utemeljena Europska unija,
- Rimskih ugovora, kojima su utemeljene Europska ekonomska zajednica i Europska zajednica za atomsku energiju.

Ugovor iz Nice sadrži i sedam aneksa koji se odnose na: 
- Protokol o proširenju EU,
- Deklaraciju o proširenju EU
- Deklaracije o kvalificiranoj većini i blokirajućoj manjini u kontekstu proširenja,
- Deklaraciju o mjestu održavanja EV,
- Deklaraciju o budućnosti Unije,
- Protokol o statutu Europskog suda,
- Izmjene Protokola o privilegijima i imunitetima,
- Nacrt Protokola o financijskim posljedicama isteka Ugovora o osnivanju Europske zajednice za ugljen i čelik te uspostavi i vođenju istraživačkog fonda za ugljen i čelik.

## Razlog donošenja Ugovora
Jedan od glavnih razloga donošenja Ugovora iz Nice jest potreba riješavanja pitanja institucionalne prilagodbe Europske unije pred novim proširenjem Unije. Naime, kako su pregovori s državama kandidatkinjama za članstvo sve više napredovali, odlučeno je da se to pitanje riješi nameđuvladinoj konferenciji.

## Najvažnije promjene
Najvažnije odredbe Ugovora iz Nice odnose se na sastav institucija, način odlučivanja u Vijeću (neka pitanja iz područja za koje je ranije bilo predviđeno jednoglasno odlučivanje sada zahtijevaju donošenje odluke kvalificiranom većinom), uspostavu Eurojusta – tijela za borbu protiv kriminala, razvoj pojačane suradnje koja mora uključivati najmanje osam država, te biti otvorena svim državama članicama. Pojačana suradnja ne smije stvarati prepreke ili diskriminaciju u trgovini među članicama ili ugroziti konkurenciju.

## Vanjske poveznice
- Ugovor iz Nice o izmjenama i dopunama Ugovora o Europskoj uniji, ugovorâ o osnivanju Europskih zajednica i određenih s njima povezanih akata na hrvatskom jeziku[neaktivna poveznica]